# Жюнгоний де Динан
Жюнгоний (фр. Junkeneus) — представитель дома де Динан, архиепископ Доля с 1030 года, сын виконта де Динан Хамона I и Роантелины, дочери сеньора де Доль Риваллона I.

## Биография
Жюнгоний был одним из сыновей Хамона I. Его братья разделили владения отца, а сам он принял духовный сан. Жюнгоний был вначале аббатом Доля, а в 1030 году стал архиепископом в этой епархии. Вместе со своими братьями Гозленом I и Риваллоном II архиепископ Жюнгоний принёс пожертвования в аббатство Редон в 1029 или 1037 году.
Согласно проведённым историческим исследованиям, в 1181 году в записях Тресве Жюнгоний упоминается архиепископом Доля, при этом предполагается, что он занял местную кафедру ранее 1030 года, однако достоверность этих исследований пока не подтверждена.